# Metopius croceicornis
Metopius croceicornis är en stekelart som beskrevs av Thomson 1887. Metopius croceicornis ingår i släktet Metopius och familjen brokparasitsteklar. Arten är reproducerande i Sverige. Utöver nominatformen finns också underarten M. c. obscurus.